# 赫哲语
赫哲語又稱那乃語（那乃语：На̄ни хэсэни）、赫真语或戈爾德語，是赫哲族（在俄羅斯稱為那乃族）的民族通用語言。通行於中國和俄羅斯接壤的黑龍江、松花江和烏蘇里江流域一帶。

## 歷史與演進
赫哲族族内根据各地区不同的自称，可分为“na nio”、“na bəi”、“na nai”三部。这三个自称的意思是“本地人”（直译“这里人”），其中“人”字的说法存在差别。“na nio”、“na bəi”二部多数居住在中国境内的松花江上游地带，统称为奇勒恩人“ki lən”，说奇勒恩语（亦可定为赫哲语奇勒恩方言），另有极少数居于俄罗斯境内。“na nai”一部多数聚居于俄罗斯境内，少数居住于中国黑龙江省，他们统称赫哲人“χə d͡ʑən”。汉语中统称三部为“赫哲族”。俄语中将包括“na nio”、“na bəi”二部在内的全部赫哲族统称为那乃族。语言方面，早期中国境内的赫哲语实际多为“na nio”、“na bəi”二部的奇勒恩语，少数使用“na nai”一部的赫哲语。但因为清朝时期的针对包括赫哲族在内的索伦人的满化政策，以及后来民族内部不同程度的汉化，致使居于偏南的“na nio”、“na bəi”二部的奇勒恩人绝大多数失去民族语言，而偏北毗邻俄罗斯的“na nai”一部赫哲人还有相对多数人使用民族语言，所以中国境内采用“赫哲族”、“赫哲语”来统称奇勒恩人和赫哲人的民族和语言。俄罗斯境内赫哲族多数属于“na nai”一部的赫哲人，所以俄罗斯使用“那乃族”、“那乃语”来统称境内的赫哲人和奇勒恩人及其语言。从20世纪中叶起，中国和俄罗斯境内的赫哲族均受到了很大程度的汉化和俄化，赫哲语在族内的母语地位被汉语和俄语代替，赫哲语面临濒危。在黑省除了約十數名50歲以上的族人尚能操赫哲語外，該族共1400餘人已轉用漢語。
赫哲語是满-通古斯语系南通古斯语族东南通古斯亚语支赫哲诸语言的一个语言。赫哲诸语言还包括奇勒恩语、奥罗克语和烏爾奇語。另外赫哲语和南通古斯语支的其他语言（奧罗奇语、乌德盖语、满语、锡伯语、女真語）有近亲关系。1920年代起，在俄羅斯遠東地區Valentin Avrorin等語言學家以西里尔字母書寫赫哲語。

## 语音
赫哲语有6个元音音位，23个辅音音位。

### 辅音
|        |                 | 唇音 | 齿龈音 | 齿龈后音/卷舌音 | 硬腭音 | 軟顎音/小舌音 |
| ------ | --------------- | ---- | ------ | --------------- | ------ | ------------- |
| 鼻音   | 鼻音            | /m/  | /n/    |                 | (/ɳ/)  | /ŋ/           |
| 塞音   | 送气清音        | /pʰ/ | /tʰ/   |                 |        | /kʰ/          |
| 塞音   | 不送气清音      | /p/  | /t/    |                 |        | /k/           |
| 塞擦音 | 送气清音        |      |        |                 | /tɕʰ/  |               |
| 塞擦音 | 不送气清音/浊音 |      | /ts/   | /dʒ/            | /tɕ/   |               |
| 擦音   | 擦音            | /ɸ/  | /s/    | /ʂ/             | /ɕ/    | /x, χ/        |
| 顫音   | 顫音            |      | /r/    |                 |        |               |
| 近音   | 近音            | /w/  | /l/    |                 | /j/    |               |

### 元音
|          | 前      | 中  | 后  |
| -------- | ------- | --- | --- |
| 闭       | /i/ /y/ |     | /u/ |
| 央       |         | /ə/ |     |
| 半开或开 | /a/     |     | /ɔ/ |

1. ↑  只在/i/前后

## 方言
该语言分布在几个边远的区域：
- 中/下阿穆尔方言（萨卡奇－阿梁语 Sakachi-Alyan, 奈欣语 Naykhin、朱恩语 Dzhuen、博隆语 Bolon、艾肯语 Ekon、加林语 Gorin、撒马吉尔语 Samagir 等）：哈巴罗夫斯克以下的阿穆尔河沿岸地区（哈巴罗夫斯克边疆区的纳奈、阿穆尔斯克、索尔涅奇尼和共青城区）)。
- 库尔-乌尔米方言：哈巴罗夫斯克市周边地区（库尔河和乌尔米河，以及哈巴罗夫斯克边疆区的哈巴罗夫斯克区），可能不是那乃语，甚至不是南通古斯语（见奇力語)，有很多与埃文基语接近的成分。
- 比钦方言：滨海边疆区波扎尔斯基区（靠近乌苏里江中游），松花江方言在俄罗斯境内的代表乌苏里语 Ussuri。
- 松花江方言：中国乌苏里江的边界地区，具有满语和埃文基语的许多特点。

这些方言在地域分布上从西南向东北依次排列。说加林语的那部分那乃人在以前的文献中是以“撒马吉尔”的名称被提及的，这一方言具有一些与埃文基语、涅吉达尔语和奥罗奇语接近的成分。与奈欣语相比，萨卡奇－阿梁语具有同松花江和库尔－乌尔米方言接近的一些词汇和语音特点。可以认定奈欣语是最有特点的阿穆尔方言的代表。奈欣语又可分为博隆话，可能还有介于奈欣语和加林语之间的朱延话。同样，加林语也可分出语音特点明显的比钦话。松花江方言在俄罗斯境内的代表是乌苏里语，目前使用这一方言的只有居住在滨海边疆区波扎尔斯科耶区的一个很小的那乃群体。此外，还有部分说松花江方言的人是不久前从中国东北迁入哈巴罗夫斯克边疆区库尔－乌尔米区的。

## 延伸閱讀

### 一般著作
- Avrorin, Valentin Aleksandrovich.  . Soviet Academy of Sciences. 1959 （俄语）.
- Avrorin, Valentin Aleksandrovich.  . Soviet Academy of Sciences. 1961 （俄语）.
- Putintseva, A.P.  . 1954 （俄语）.
- Putintseva, A.P.  . 1969 （俄语）.
- Stolyarov, A.V.  . St. Petersburg. 1997 （俄语）.
- Sunik, O.P.  . 1958 （俄语）.
- Doerfer, Gerhard. . Zentralasiatische Studien (Wiesbaden: Otto Harrassowitz). 1973, (7): 567–599 （德语）.
- Doerfer, Gerhard. . Ural-Altaische Jahrbücher. 1975, (47): 51–63 （德语）.
- Kazama, Shinjiro. . 北大言語学研究報告 (Sapporo: Faculty of Letters, Hokkaido University). March 1994, (5) （日语）.
- Zhang, Yang-chang; Bing Li; Xi Zhang. . Changchun: Jilin University Press. 1989 （中文）.
- Nanai alphabet on Omniglot （页面存档备份，存于）

### 那乃語文本
- Avrorin, Valentin Aleksandrovich.  . 1986 （俄语）.
- . Новосибирск. 1996 （俄语）.
- Samar, E.  . Khabarovsk. 1992 （俄语）.
- Samar, E.  . Khabarovsk. 2000 （俄语）.
- Passar, A. . Khabarovsk. 2002 （俄语）.
- Khodzher, A.  . Khabarovsk. 2000 （俄语）.
- Marshak, S.Y.; Valentin Avrorin（英语：Valentin Avrorin） (translator).  . Khaborovsk. 1990 （俄语）.
- Bel'dy, G.  . Khabarovsk. 1980 （俄语）.
- Kazama, Shinjiro. . Publications on Tungus Languages and Cultures (Otaru, Japan: Center for Language Studies, Otaru University of Commerce). 1993, (4) （日语）.
- Kazama, Shinjiro. . Publications on Tungus Languages and Cultures (Tottori, Japan: Faculty of Education, Tottori University). 1996, (8) （日语）.
- Kazama, Shinjiro. . Publications on Tungus Languages and Cultures (Tokyo, Japan: Tokyo University of Foreign Studies). 1997, (10) （日语）.
- Kazama, Shinjiro. . Publications on Tungus Languages and Cultures (China, Japan: Chiba University). 1998, (12) （日语）.

### 詞典
- Onenko, S.N.  . 1959 （俄语）.
- Petrova, T.I.  . 1960 （俄语）.
- Onenko, S.N.  . 1982 （俄语）.
- Onenko, S.N.  . 1989 （俄语）.
- Onenko, S.N. . 1986 （俄语）.
- Onenko, S.N. . 1980 （俄语）.
- Kile, A.S.  . Khabarovsk. 1999 （俄语）.